# Ingrid Drexel Clouthier
Ingrid Drexel Clouthier (Monterrey, 28 de juliol de 1993) és una ciclista professional mexicana. Va debutar com a professional al març de 2013 després de destacar en el ciclisme en pista i ser al 2012 campiona en ruta i contrarellotge de Mèxic. Actualment milita a l'equip Tibco-Silicon Valley Bank.

## Trajectòria esportiva
En 2010 i 2011 va destacar al ciclisme en pista fent-se amb diversos campionats Panamericans de categoria júnior i un bronze al Campionat Panamericà Scratch absolut de 2011 -en aquest Campionat Panamericà va obtenir a més un quart lloc-. A més, també va participar en campionats mundials de categoria júnior de ciclisme en ruta quedant en tots entre les 25 primeres. En 2012 es va fer amb en Campionat de Mèxic Contrarellotge i un dia després amb el Campionat de Mèxic en Ruta pel que va ser seleccionada pel seu país per participar en la prova en ruta dels Jocs Olímpics de Londres de 2012 on va ser desqualificada per «fora de control».
El 2013 va destacar a nivell internacional, ja que, dos mesos després de debutar com a professional, es va fer amb el Campionat Panamericà Contrarellotge. Igual que l'any anterior també es va fer amb el Campionat de Mèxic Contrarellotge i en Ruta.
Posteriorment ha seguit obtenint victòries en el ciclisme en pista tant nacionals com internacionals a Amèrica; mentre en el ciclisme en ruta solament ha arribat a obtenir victòries nacionals -sol apareixent tímidament en etapes parcials i als Jocs Panamericans-. Malgrat això ha seguit romanent en equips professionals internacionals de ciclisme en ruta.

## Palmarès en ruta
- 2012
  -  Campiona de Mèxic en ruta
  -  Campiona de Mèxic en contrarellotge
- 2013
  - 1a al Campionat Panamericà en contrarellotge
  -  Campiona de Mèxic en ruta
  -  Campiona de Mèxic en contrarellotge
- 2015
  -  Campiona de Mèxic en contrarellotge
- 2017
  -  Campiona de Mèxic en ruta

## Palmarès en pista
- 2011
  - 1a al Campionat Panamericà júnior en persecució
  - 1a al Campionat Panamericà júnior en Òmnium
  - 1a al Campionat Panamericà júnior en Scratch